# Anna Carbó i Coloma
Anna Carbó Coloma (Barcelona, 30 d'octubre de 1988) és una exjugadora de bàsquet catalana.
Escorta, es va formar a la Unió Esportiva Mataró i va debutar a la Lliga Femenina amb l'Estudiantes de Madrid la temporada 2006-07. Posteriorment, va competir al Club Bàsquet Ciudad de Burgos i a l'Uni Girona Club de Bàsquet, on hi va jugar gran part de la seva carrera esportiva. Amb el club gironí, va aconseguir l'ascens a la primera divisió la temporada 2009-10 i va guanyar una Lliga espanyola (2014-15), una Supercopa d'Espanya (2015) i tres Lligues catalanes de forma consecutiva (2013-15). Fou internacional amb la selecció espanyola en categories inferiors, proclamant-se campiona d'Europa sub-16 (2004), sub-18 (2006) i sub-20 (2007). Degut a una greu lesió, va retirar-se esportivament al final de la temporada 2015-16. El desembre de 2017, l'Uni Girona CB va retirar el número 7 de la seva samarreta en un acte celebrat al Pavelló Municipal Girona-Fontajau, amb la presència del llavors secretari general de l'Esport de la Generalitat de Catalunya, Gerard Figueras, l'alcaldessa de Girona, Marta Madrenas, la Federació Catalana de Bàsquet i els Marrecs de Salt.

## Palmarès
- 1 Lliga espanyola de bàsquet femenina: 2014-15
- 1 Supercopa d'Espanya de bàsquet femenina: 2015-16
- 3 Lligues catalanes de bàsquet femenina: 2012-13, 2013-14, 2014-15